# 金獅面狨
金獅面狨（學名：Leontopithecus rosalia）也叫金狨，是卷尾猴科的一種新世界猴。原產于巴西的大西洋沿岸地區。為瀕危物种，野生金獅面狨大約有70隻分布在巴西东南部的三个地区，圈養數量约為490隻，分散在150个动物园。

## 生理特征

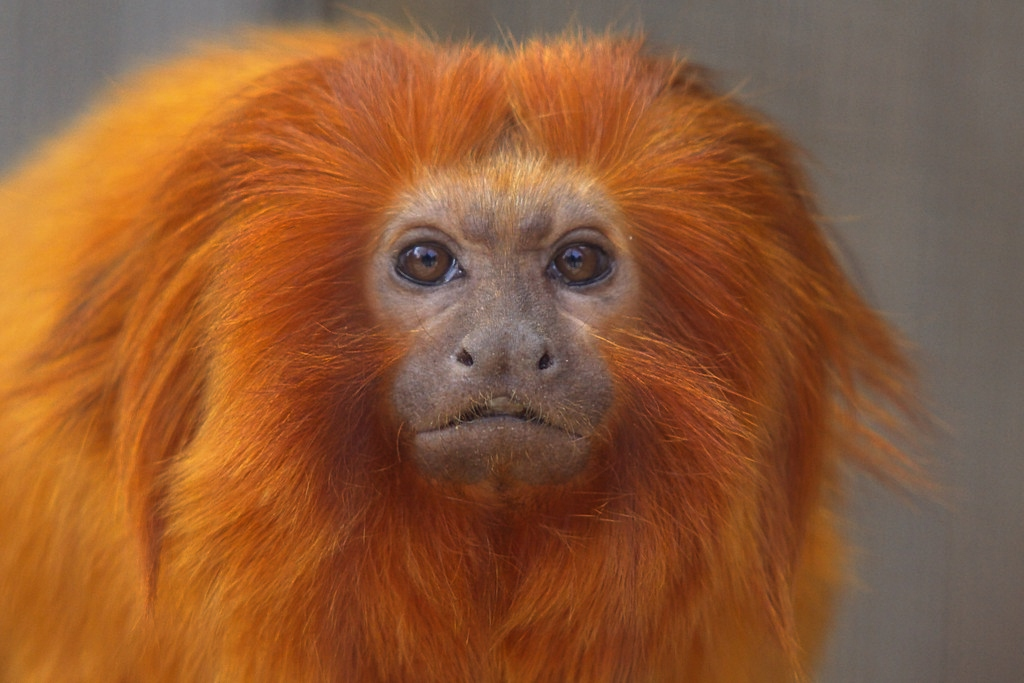
金狮面狨近观

金狮面狨名字来自亮红橙色毛发，脸和耳朵周围超长毛发，使其显得与众不同的鬃毛。金狮面狨面部是黑色的和无毛的。普遍认为，金狮面狨的毛色来自阳光和食物中的類胡蘿蔔素。 金狮面狨是狨亚科中的最大的物种，通常长约26厘米，重约620克，雌雄在体型上几乎没有差别。如所有新世界猴一样，金狮面狨也有锋利的爪子，不像包括人类在内的灵长目动物一样长着平指甲。 锋利的爪子使金狮面狨抓住树干，也使它能够四足沿树枝行走、奔跑和跳跃。 因此，金狮面狨移动不像灵长目动物，更像松鼠。

## 栖息地和分布
金狮面狨分布范围很有限，随着时间推移，巴西原金狮面狨栖息地只剩下2–5%。 今天，金狮面狨栖息地限于巴西东南部热带雨林里三个小的区域：波蘇達斯安塔斯生物保护区、法曾达联合生物保护区和私人放生地。1972年估算金狮面狨数量为400至500之间，到1981年，数量降至低于200，1995年调查结果为，野外金狮面狨数量至多仅有400。金狮面狨生活在巴西东南边境的席尔瓦雅尔丁、卡波弗里奥、萨夸雷马和  阿拉鲁阿马等市。 金狮面狨已经被成功引入到 里约达斯奥斯特拉斯、里约博尼图和 卡西米鲁迪阿布雷乌等市。 金狮面狨生活在海拔300米以下的沿海低地雨林。金狮面狨在山林和沼泽林里也有分布。

## 习性和生态
金狮面狨每天活跃时间最多12小时，每天在不同的洞穴里睡觉。金狮面狨经常迁徙巢穴，群居生活，尽可能减少留下的气味，减少被猛兽发现的几率。金狮面狨白天的首要活动是游荡和觅食水果，到傍晚回归巢穴。金狮面狨以树洞、藤蔓或附生植物等处为穴。巢穴距离地面11、15米（36、49英尺）。气温越高降雨越多的季节，由于白天较长，金狮面狨的活动时间也相应变长，回穴时间相应变晚。 在旱季，金狮面狨会花较长时间觅食昆虫。
金狮面狨的突出特征是在树皮下觅食和以附生植物凤梨为食。觅食地点通常分布在它们的巢穴范围周围，面积很大，平均为123英亩，这样才能长期有充足的食物，即便不同群体的觅食点有交叠，冲突也比较小（50%的时间里在11%以内巢穴范围内活动）。
金狮面狨是杂食动物，几乎无所不吃，比如水果、鲜花、花蜜、鸟卵、昆虫和小型脊椎动物。金狮面狨会用爪子灵巧地从裂缝、树叶、密丛中获取食物，   昆虫占金狮面狨食物的10–15%，其余食物大部分是水果。在雨季，金狮面狨主要吃水果，在旱季，主要吃其他食物，如花蜜和树胶。 昆虫不够吃的时候，金狮面狨也抓小型脊椎动物吃。

### 社会结构

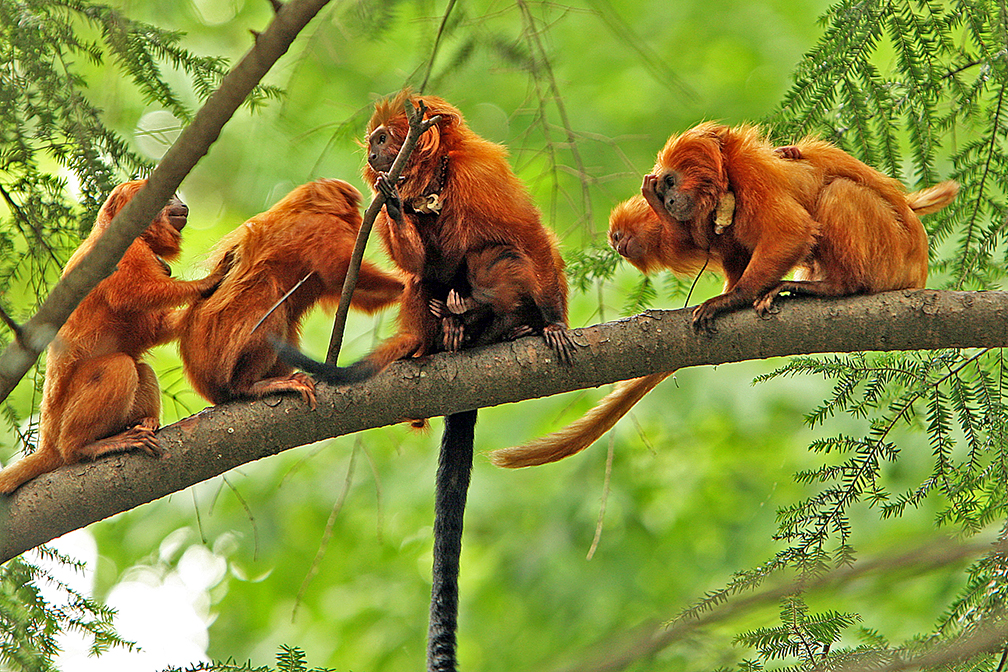
金狮面狨一个家庭可以多达8名成员

金狮面狨是群居动物，成员2-8只，一般包括1只成年雄性和雌雄，但也可以包括1只雌性和2-3只雄性或1只雄性和2-3只雌性。其他成员包括两种性别的亚成年、未成年和幼年金狮面狨， 这些成员一般是成年金狮面狨的后代。如果有不止一只成年成员，通常有一只成年成员处于支配地位，这一地位是通过争斗维持的。支配关系与在群体中生活时间长短有关，新加入的雄性面狨受群体中成年雌性面狨支配，雌性面狨的地位从其母亲继承而来。 雄性和雌性面狨在4岁的时候可以离开群体，但是雌性面狨在她们的母亲死后，可能取代其母亲，负责哺育后代，这也会使育龄雄性面狨离开，很可能是他们的父亲。这种情况不会发生在面狨父子之间。离开的雄性面狨会加入其他雄性面狨的群体，直到有机会迁移到新的群体。群体绝大多数新加入的成员为雄性。 一只雄性面狨可能找机会会加入一个雄性面狨死去或失踪的群体。雄性也可能会靠暴力赶走一个群体的雄性面狨，这常发生在兄弟之间。当这种情况发生时，只有一种雄性面狨留下来负责繁育后代。群体中雄性面狨也可能在其女儿可以繁育后代时离开群体，这可以避免近亲繁殖。 金狮面狨极其有领地意识，会与入侵的其他的群体斗争，保护领地边界和资源。
金狮面狨叫声为"whine"和"peep" ，分别表示警告和联盟。 金狮面狨觅食时或争斗时向天敌或同类发出"Clucks"叫声。 金狮面狨远距离通信时发出"Trills"的声音，以确定个体的位置。金狮面狨玩耍时发出"Rasps" 或 "screeches"的叫声。金狮面狨释放化学物质明示领地范围，化学物质常由繁殖期面狨释放，非繁殖期面狨几乎不释放这样的化学物质。 群体中的雄性头领用气味标识自己在群体中的地位，可能会抑制其他雄性面狨的繁殖能力。

### 繁殖

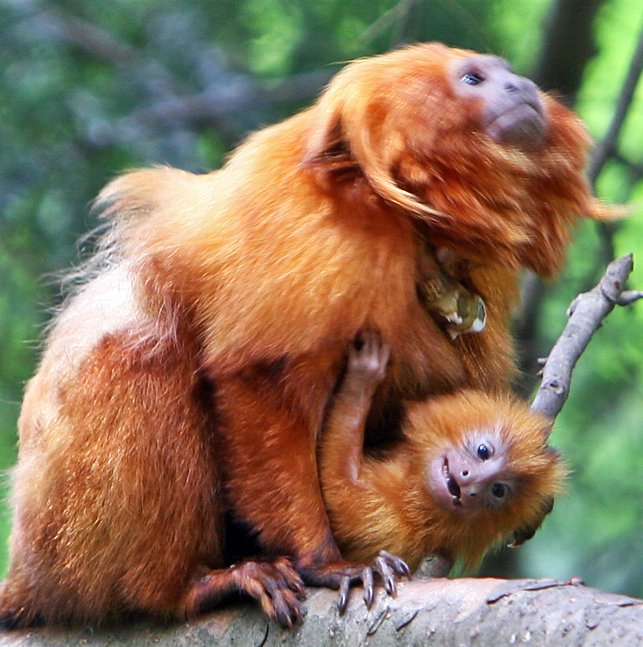
母亲带幼儿出行

金狮面狨是一夫一妻制。群体中有两个成年雄性面狨时，只有一只可以与雌性性交。有时候一只雄性可以与两只雌性性交，通常情况下，这两只雌性是母女。 繁殖是季节性的，与降雨有关。性交高发期在雨季末，在三月末与六月中之间，生产高峰在9月至2月期间的雨季。 雌性在15-20个月大时性成熟，但直到30个月大后才能繁殖。 只有雌性头领才能繁殖后代，会阻止其他雌性繁殖后代。雄性在28个月大时进入青春期。 金狮面狨孕期历时4个月，群体集体养育后代。金狮面狨一般情况下一胎生两个，有时候一胎生三个或四个。母亲不能独自赡养幼仔，需要群体成员的帮助。 群体里年轻成员可能会失去繁殖后代的机会，但他们在辅助抚养幼仔的时候获得育儿经验。 幼仔出生后四周内，完全靠母亲养育和携带，五周大的时候，呆在母亲背上的时间减少，开始自行活动。17周时进入幼年期，开始与群体成员进行社交活动。14个月大时进入亚成年期，开始表现出成年行为。

### 在生态系统中的作用
金狮面狨与大西洋沿岸森林里96种植物互利共生，金狮面狨为植物散布种子，植物为金狮面狨提供食物。金狮面狨在领地内到处走动，把植物的种子散布在母体植物远处，这为种子发芽创造理想条件。种子的分布对森林更新、遗传变异和濒危植物的存活非常重要。

### 捕猎
研究表明，对金狮面狨的捕猎在增加，这使金狮面狨数量显著减小。1992年调查发现，野生金狮面狨数量为562只，分属109个群体。到2003年，平均一个群体有3.6 to 5.7只个体，密度为每平方公里0.39到2.35个群体 捕猎常发生在金狮面狨的睡觉的巢穴里。金狮面狨大部分巢穴（约63.6%）为树洞，捕猎者把巢穴弄大，以便攻击金狮面狨，有时候会包圆整个家庭。金狮面狨喜欢的巢穴是一棵大树旁边的活着的树上的树洞，并被植物盖住一小部分洞口。这些巢穴不仅是金狮面狨睡觉的地方，还为其提供保护，并方便觅食。绝大部分树洞巢穴低于地面，以方便出入。选活树的树洞，因为这样的树洞更干燥温暖，昆虫少，这样可以降低患传染病的几率。洞口有覆盖物，以便面狨及时发现捕猎者和天敌，周围有大树，这样可以很快逃跑。由于面狨的栖息地在退化，支持整个群体的树变得越来越少，有些面狨转把巢穴设在竹子（17.5%）、藤丛（9.6%）、凤梨科植物（4.7%）等植物上，这使自己更容易被捕猎。金狮面狨会换巢穴，但不经常。它们更倾向于重复使用能提供保护的巢穴，这使猎人容易锁定目标。金狮面狨会用气味标志自己的巢穴，这样可以在猎人活动活跃的下午更快地返回巢穴。但是气味太浓也方便猎人搜寻目标。森林滥砍滥伐愈演愈烈，使金狮面狨的生活空间越来越少，也减少了猎人的搜寻范围。 

## 保护

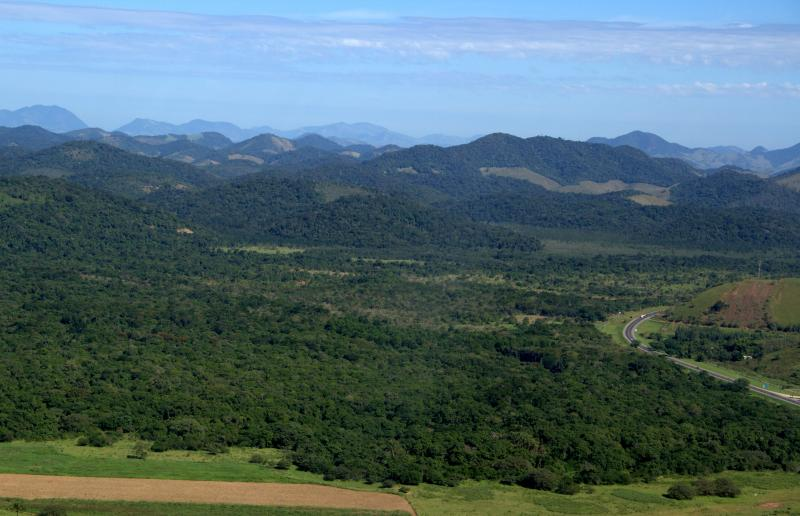
波蘇達斯安塔斯生物保护区鸟瞰图

金狮面狨面临的威胁包括非法采伐、偷猎、采矿、城市化和基础设施建设、物种入侵。1969年， 大西洋沿岸森林里金狮面狨的数量下降到仅150只。 1975年，金狮面狨被列入瀕危野生動植物種國際貿易公約附录I，这个附录里的物种为面临灭绝危险，这些物种通常是禁止在国际间交易。1982年，金狮面狨被国际自然保护联盟列为濒危物种。 1984年， 美国国家动物园和世界自然基金会开始金狮面狨野化放归计划，全球有140家动物园参与这项计划。尽管这一计划取得一定成功，金狮面狨在1996年依然被国际自然保护联盟列为極危物種。 2003年，联合生物保护区已经成功野放一定数量的金狮面狨，减缓了这一物种濒危的步伐。 但是，国际自然保护联盟警告，金狮面狨栖息地严重的碎片化会限制这一动物的数量的增长的潜力。为抑制金狮面狨数量锐减的趋势，多个保护区建设计划已经开始实施，目的是增加金狮面狨的数量，保持动物园圈养的数量在安全水平。放归野外的金狮面狨的存活率令人鼓舞，但是栖息地的破坏依然在继续。

### 野化放归
由于金狮面狨栖息地损失严重，野生面狨数量在1980年代初达到 濒危状况。从1983年起，科学家和生态环保人士付出巨大努力，把动物园出生的金狮面狨放归大自然。在巴西政府的帮助下，生态环保人士建立了波蘇達斯安塔斯生物保护区和联合生物保护区，作为野放地点。野放的目标包括包括增加数量和遗传多样性，扩大已有栖息地范围，引起公众注意，开展相关教育项目。
野放的第一步是让动物在动物园内自由活动，但是它们活动的地方会放上像冰箱一样的巢箱，里面有它们的食物。它们被放归到保护区后，还需要接受大量的放归后培训和医疗照顾。放归后的6–18月的时间里会收到监控，每个群体中有1-2只成员会装备上电波项圈，以便监控，所有放归的动物的身上会打上特殊的标记，以便辨认。

### 迁移
为了使金狮面狨免于灭绝，一些金狮面狨被从小的孤立的不安全的栖息地转移出来，送到更大的保护更好的森林，即被迁徙到联合生物保护区和波蘇達斯安塔斯生物保护区。把金狮面狨迁移到联合生物保护区的行动开始于1991年。金狮面狨被迁移到新的地方，会面临患原来栖息地所没有的新疾病的风险。许多金狮面狨接触和患上了狨亚科肝炎。
尽管面临疾病的挑战，联合保护区内被迁移的金狮面狨的数量从42只增加到200多只。巴西所有保护区和牧场里的金狮面狨的数量已经达到千只以上。1991年金狮面狨的数量曾低至200余只。到2025年，保护区内金狮面狨的数量预计会突破2000只。

### 栖息地丧失的影响
金狮面狨是原产于巴西大西洋沿岸森林里的动物。它们最初的栖息地从里约热内卢州南部到圣埃斯皮里图州南部。但是随着森林滥砍滥伐、捕猎、动物贸易等情形的加剧，金狮面狨现在只在里约热内卢的五个市有分布，绝大部分生活在波蘇達斯安塔斯生物保护区。
森林被分成几千片，每片森林面积只有整个森林面积的8%。 这直接影响了金狮面狨觅食的范围，减少了它们能够获取的资源的数量。金狮面狨的领地范围也缩小了。

#### 对幼小动物习性的影响
金狮面狨栖息地对其习性和社交行为也有影响，比如树的种类对幼小面狨的习性和社交行为就有显著影响。幼小面狨与各种年龄和种类的面狨的社交玩耍对它们的社交技能、认知和动作技巧的发展具有关键作用，还会影响它们面对竞争和捕猎者的方式，它们的玩耍就是对应对竞争和捕猎者的预演。社交玩耍常在大的树枝（>10cm）上和藤蔓丛（距离地面4米高）中进行，这些地方比较安全。但是森林滥砍滥伐影响了森林的多样性，减少了玩耍的安全区域。因此，幼小面狨的玩耍活动减少，进而影响了它们对逃生技能的习得。另外，如果在危险区域玩耍，它们面临捕猎者的危险，造成面狨数量减少。这也威胁成年面狨的生存，因为成年面狨会把幼年面狨围在中间以保护它们。

#### 近亲繁殖的增加
森林滥砍滥伐和碎片化还增大了近亲繁殖的概率，因此造成近交衰退和数量下降。 近亲繁殖降低了遗传多样性的水平和存活率，近亲繁殖的后代的存活率低于非近亲繁殖的后代存活率。森林碎片化还降低了个体离群而走的可能性，结果造成与其他群体个体繁殖后代的可能性。 生育推迟和领地的减少和短缺会给离群的金狮面狨寻找充足资源和领地带来很大压力，这样脱离群体就变得非常有风险和耗费精力，无力再繁殖后代。